# Fotbollsföreningen Jaro Jalkapalloseura 2008

## Stagione
Nella stagione 2008 lo Jaro ha disputato la Veikkausliiga, massima serie del campionato finlandese di calcio, terminando il torneo al nono posto con 35 punti conquistati in 26 giornate, frutto di 10 vittorie, 5 pareggi e 11 sconfitte. In Suomen Cup è stato eliminato agli ottavi di finale dal TP-47 dopo i tempi supplementari. In Liigacup è stato eliminato ai quarti di finale dall'Honka.

## Rosa
| N. |                      | Ruolo | Calciatore         |
| -- | -------------------- | ----- | ------------------ |
| 1  | Finlandia (bandiera) | P     | Markus Koljander   |
| 2  | Finlandia (bandiera) | D     | Niklas Storbacka   |
| 3  | Finlandia (bandiera) | D     | Mathias Kullström  |
| 4  | Finlandia (bandiera) | D     | Vesa Heikinheimo   |
| 5  | Finlandia (bandiera) | D     | Jesper Törnqvist   |
| 7  | Finlandia (bandiera) | C     | Marco Matrone      |
| 8  | Finlandia (bandiera) | C     | Toni Junnila       |
| 9  | Finlandia (bandiera) | C     | Jimmy Wargh        |
| 11 | Finlandia (bandiera) | A     | Jani Koivisto      |
| 12 | Finlandia (bandiera) | P     | Antti-Jussi Karnio |
| 13 | Finlandia (bandiera) | A     | Jussi Roiko        |

| N. |                      | Ruolo | Calciatore           |
| -- | -------------------- | ----- | -------------------- |
| 15 | Finlandia (bandiera) | A     | Jussi Aalto          |
| 16 | Finlandia (bandiera) | C     | Jonas Emet           |
| 17 | Finlandia (bandiera) | A     | Tom Melarti          |
| 18 | Finlandia (bandiera) | A     | Björn-Erik Sundqvist |
| 19 | Brasile (bandiera)   | C     | Piracaia             |
| 20 | Finlandia (bandiera) | D     | Jonas Portin         |
| 21 | Finlandia (bandiera) | A     | Daniel Fellman       |
| 22 | Finlandia (bandiera) | D     | Jens Portin          |
| 23 | Sudafrica (bandiera) | D     | Chad Botha           |
| 24 | Ucraina (bandiera)   | C     | Ruslan Zanievsky     |
| 25 | Finlandia (bandiera) | C     | Jari Sara            |

### Statistiche di squadra
| Competizione  | Punti | In casa | In casa | In casa | In casa | In casa | In casa | In trasferta | In trasferta | In trasferta | In trasferta | In trasferta | In trasferta | Totale | Totale | Totale | Totale | Totale | Totale | DR  |
| Competizione  | Punti | G       | V       | N       | P       | Gf      | Gs      | G            | V            | N            | P            | Gf           | Gs           | G      | V      | N      | P      | Gf     | Gs     | DR  |
| ------------- | ----- | ------- | ------- | ------- | ------- | ------- | ------- | ------------ | ------------ | ------------ | ------------ | ------------ | ------------ | ------ | ------ | ------ | ------ | ------ | ------ | --- |
| Veikkausliiga | 35    | 13      | 4       | 4       | 5       | 18      | 24      | 13           | 6            | 1            | 6            | 18           | 23           | 26     | 10     | 5      | 11     | 36     | 47     | -11 |
| Suomen Cup    | -     | 1       | 1       | 0       | 0       | 2       | 0       | 3            | 2            | 0            | 1            | 10           | 4            | 4      | 3      | 0      | 1      | 12     | 4      | +8  |
| Liigacup      | -     | 3       | 3       | 0       | 0       | 10      | 4       | 4            | 0            | 0            | 4            | 2            | 9            | 7      | 3      | 0      | 4      | 12     | 13     | -1  |
| Totale        | -     | 17      | 8       | 4       | 5       | 30      | 28      | 20           | 8            | 1            | 11           | 30           | 36           | 37     | 16     | 5      | 16     | 60     | 64     | -4  |